# Дубина (Тростянецька селищна громада)
Дубина — селище в Україні, у Тростянецькій селищній громаді Гайсинського району Вінницької області. Населення становить 214 осіб.

## Історія
12 червня 2020 року, відповідно розпорядження Кабінету Міністрів України № 707-р «Про визначення адміністративних центрів та затвердження територій територіальних громад Вінницької області», село увійшло до складу Тростянецької селищної громади.
19 липня 2020 року, в результаті адміністративно-територіальної реформи і ліквідації Тростянецького району, селище увійшло до складу Гайсинського району.

## Населення

### Мова
Розподіл населення за рідною мовою за даними перепису 2001 року:
| Мова       | Кількість | Відсоток |
| ---------- | --------- | -------- |
| українська | 212       | 99.07%   |
| російська  | 2         | 0.93%    |
| Усього     | 214       | 100%     |